# 田原康玄
田原 康玄（たばら やすはる）は、日本の生理学者（疫学・遺伝学・老年医学・高血圧学）。学位は博士（医学）（愛媛大学・2002年）。静岡社会健康医学大学院大学社会健康医学研究科研究科長（初代）・教授、京都大学大学院医学研究科特定教授。
愛媛大学医学部講師、愛媛大学大学院医学系研究科講師、京都大学大学院医学研究科准教授などを歴任した。

## 概要
疫学、遺伝学、老年医学、高血圧学を専攻する生理学者である。生活習慣病、循環器疾患、老化の分子コホート研究を手掛けていた。愛媛大学、京都大学、静岡社会健康医学大学院大学、といった教育・研究機関で教鞭を執り、後進の育成に努めた。

## 来歴

### 生い立ち
上智学院が設置・運営する上智大学の大学院に進学し、修士（理学）の学位を取得した。さらに国が設置・運営する愛媛大学の大学院に進学し、医学系研究科にて学んだ。2001年（平成13年）、愛媛大学の大学院を修了した。なお、大学院在学中に「Polymorphisms of genes encoding components of the sympathetic nervous system but not the renin-angiotensin system as risk factors for orthostatic hypotension」と題した博士論文を執筆しており、2002年（平成14年）3月25日付で博士（医学）の学位を取得している。

### 生理学者として
2001（平成13年）、母校である愛媛大学に採用され、医学部の助手として着任した。2004年（平成16年）には、愛媛大学の医学部にて講師に昇任した。医学部においては、附属病院でも活動した。さらに、大学院の医学系研究科の講師も務めた。
その後、同名の国立大学法人により設置・運営される京都大学に転じることになり、2012年（平成24年）に大学院の医学研究科にて准教授として着任した。医学研究科においては、附属ゲノム医学センターでも活動した。また、医学研究科の講義だけでなく、医学部の講義も担当していた。その傍ら、他の教育・研究機関の職も兼任していた。2019年（平成31年）より、地方独立行政法人である静岡県立病院機構が設置・運営する静岡県立総合病院にて、リサーチサポートセンターの上席研究員を兼任することになった。2020年（令和2年）、京都大学の大学院にて医学研究科の特定教授に昇任した。
2021年（令和3年）4月、同名の公立大学法人により静岡社会健康医学大学院大学が開学した。それに伴い、静岡社会健康医学大学院大学に転じ、社会健康医学研究科の教授として着任した。社会健康医学研究科においては、主として社会健康医学専攻の講義を担当した。なお、社会健康医学研究科においては、研究科長も兼務することとなった。その傍ら、他の教育・研究機関の職も兼任していた。古巣である京都大学においては、大学院の医学研究科にて引き続き特定教授を兼任していた。同名の国立大学法人により設置・運営される滋賀医科大学においては、医学部の客員准教授を兼任しており、社会医学講座の公衆衛生学部門を担当していた。同名の国立大学法人により設置・運営される大阪大学においては、大学院の医学系研究科で招聘准教授を兼任しており、総合ヘルスプロモーション科学講座を担当していた。

## 研究
専門は生理学であり、特に疫学、遺伝学、老年医学、高血圧学、といった分野の研究に従事した。具体的には、生活習慣病、循環器疾患、老化の分子コホート研究に従事していた。
学術団体としては、日本老年医学会、日本高血圧学会、日本人類遺伝学会、日本循環器学会、日本遺伝子診療学会、日本疫学会、日本ゲノム薬理学会、日本循環器病予防学会、日本公衆衛生学会、日本衛生学会、国際高血圧学会、といった団体に所属していた。

## 略歴
- 2001年 - 愛媛大学大学院医学系研究科修了[3]。
- 2001年 - 愛媛大学医学部助手[3]。
- 2004年 - 愛媛大学医学部講師[3]。
- 2012年 - 京都大学大学院医学研究科准教授[1]。
- 2019年 - 静岡県立総合病院リサーチサポートセンター上席研究員[1]。
- 2020年 - 京都大学大学院医学研究科特定教授[1]。
- 2021年 - 静岡社会健康医学大学院大学社会健康医学研究科教授[4]。
- 2021年 - 静岡社会健康医学大学院大学社会健康医学研究科研究科長[4]。

### 註釈
1. ↑  愛媛大学は、2004年に国から国立大学法人愛媛大学に移管された。